# Paul Etienne
Paul Dennis Etienne (15 de junio de 1959) es un prelado americano de la Iglesia católica.

## Biografía
Etienne nació el 15 de junio de 1959, en Tell City (Indiana), Indiana.  
Completó sus estudios en la Universidad de St. Thomas en St. Paul, Minnesota.  
Obtuvo un B.A. en Administración Empresarial en 1986. Después de varios años de trabajo,  empezó sus estudios eclesiásticos en Roma en la Pontificia Universidad Gregoriana y la Universidad Pontificia de Santo Tomás de Aquino, Angelicum, donde obtuvo una Licenciatura en Teología Sagrada en 1995. 

### Sacerdocio
Etienne fue ordenado sacerdote para la Arquidiócesis de Indianápolis el 27 de junio de 1992. Trabajó como vicario parroquial y párroco en diversas parroquias. También fue vicerrector del Seminario arquidiocesano para el 2008. Se desempeñó también como asesor y miembro del consejo arquidiocesano de sacerdotes.

### Episcopado
El 19 de octubre de 2009, el Papa Benedicto XVI le nombra obispo de Cheyenne. Fue consagrado como obispo el 9 de diciembre del mismo año, y tomó posesión de la Sede, el mismo día.
Su lema es Veritas in Caritae (en latín: "Amor en la verdad").
El Papa Francisco lo nombró Arzobispo de Anchorage el 4 de octubre de 2016.  Tomó posesión el 9 de noviembre del mismo año.
El 29 de abril de 2019, el Papa Francisco lo nombró Arzobispo Coadjutor de Seattle. La inauguración tuvo lugar el 7 de junio del mismo año. Con la renuncia de James Peter Sartain el 3 de septiembre de 2019, lo sucedió como arzobispo de Seattle. 